# 工藤明朗
工藤 明朗（くどう あきお、1947年（昭和22年）2月15日 - ）は、日本のフィールドホッケー選手。1968年メキシコシティーオリンピックで男子トーナメントに出場した。

## 経歴
北海道苫小牧市沼ノ端出身。
北海学園札幌高等学校卒業。同校のホッケー部は1960年代には連年全国大会に出場した強豪であり、メキシコシティーオリンピックでの工藤のチームメイトである井出信夫・西村省三も同校出身である。
明治大学に進学し、ホッケー部に所属（井出・西村も同じく明治大学に進んだ）。明治大学在学中にホッケー日本代表に選ばれる。なお、この時の日本代表チームの主力は明治大学の選手であった。
1969年明治大学を卒業。 

## 親族
- 長兄：工藤栄一（映画監督）